# AFC East
A American Football Conference Eastern Division, ou AFC East (em português, Divisão Leste da Conferência Americana de Futebol Americano ou AFC Leste), é uma divisão da American Football Conference (AFC), da National Football League (NFL). Ela possui atualmente quatro membros: Buffalo Bills, Miami Dolphins, New England Patriots e New York Jets. A divisão foi criada em 1960, na extinta American Football League (AFL), em 1960, como AFL Eastern Division. Desde a criação da divisão em 1960, a mesma já foi representada 19 vezes no Super Bowl conquistando a vitória em 8 oportunidades, sendo a última no Super Bowl LI, conquistado pelos Patriots.
Em 2012, os Patriots ultrapassaram os Dolphins e se tornaram a franquia com maior número de títulos da divisão. Com os consequentes títulos nas temporadas 2013, 2014, 2015 e 2016 os Patriots alcançaram 19 títulos de divisão (contando AFL Eastern Division e AFC East) contra 14 dos Dolphins. Os Bills venceram o título de divisão 10 vezes e os Jets, 4. 
Duas franquias que não fazem parte mais da divisão conquistaram títulos da AFL Eastern Division/AFC East: Houston Oilers venceu quatro vezes (e em 1960 e 1961 venceu o título da AFL) e o Baltimore Colts (atual Indianapolis Colts) venceu 6 títulos de divisão e o Super Bowl V, nas 32 temporadas em que fez parte da divisão.

## História

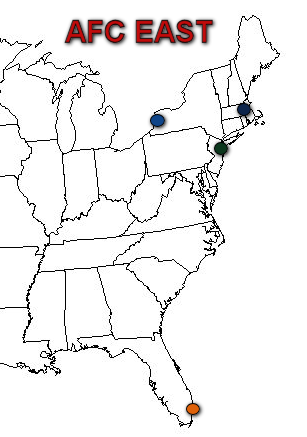
Localização geográfica das quatro franquias atuais da divisão.

A divisão teve a sua origem na extinta American Football League (AFL), em 1960, como AFL Eastern Division, na qual faziam parte o Boston Patriots (atual New England Patriots), Buffalo Bills, New York Titans (atual New York Jets) e Houston Oilers (atual Tennessee Titans). A partir de 1966, o Miami Dolphins se tornou membro da divisão. Após a Fusão AFL-NFL em 1970, a divisão manteve-se praticamente inalterada, havendo a inclusão do Baltimore Colts (atual Indianapolis Colts). No entanto, o Houston Oilers foi realocado para a AFC Central. Mesmo depois de se mudarem para Indianápolis em 1984, os Colts permaneceram na AFC East até o realinhamento realizado na temporada de 2002, quando foram realocados para a AFC South.
Apesar de a cidade de Miami estar mais ao sul dos Estados Unidos e distante das outras três cidades, localizadas no nordeste do país, que sediam os outros três times da divisão, todas as quatro franquias da divisão têm uma grande rivalidade história entre si, desde os primeiros anos de disputa, ainda na AFL, nos anos 1960.
Por ter sido criada em 1960, a AFC East é, junto com a AFC West, a divisão mais antiga da NFL.
Uma ligação em comum entre todas as franquias da divisão é que cada uma delas é ou foi treinada por um alguém que já teve relação com Bill Parcells, ex-técnico, introduzido ao Hall da Fama em 2013, seja trabalhando diretamente com ele, ou trabalhando com algum ex-assistente de Parcells: os Patriots têm Bill Belichick; os Dolphins tiveram Tony Sparano; os Jets Eric Mangini, que atuou como assistente de Parcells e de Belichick; os Bills tiveram Dick Jauron, que atuou como assistente de Tom Coughlin, que foi assistente de Parcells. O próprio Parcells chegou a treinar os Patriots (entre 1993 e 1996) e os Jets (entre 1997 e 1999) e foi vice-presidente de operações dos Dolphins durante o verão de 2010.

## Campeões da Divisão
| Temporada | Time                 | Campanha | Último adversário    | Resultado final na pós-temporada                                    |
| --------- | -------------------- | -------- | -------------------- | ------------------------------------------------------------------- |
| 1960      | Houston Oilers       | 10–4–0   | Los Angeles Chargers | Venceu o AFL Championship Game (24 a 16)                            |
| 1961      | Houston Oilers       | 10–3–1   | San Diego Chargers   | Venceu o AFL Championship Game (10 a 3)                             |
| 1962      | Houston Oilers       | 11–3–0   | Dallas Texans        | Perdeu no AFL Championship Game (20 a 17)                           |
| 1963      | Boston Patriots      | 7–6–1    | San Diego Chargers   | Perdeu no AFL Championship Game (51 a 10)                           |
| 1964      | Buffalo Bills        | 12–2–0   | San Diego Chargers   | Venceu o AFL Championship Game (20 a 7)                             |
| 1965      | Buffalo Bills        | 10–3–1   | San Diego Chargers   | Venceu o AFL Championship Game (23 a 0)                             |
| 1966      | Buffalo Bills        | 9–4–1    | Kansas City Chiefs   | Perdeu no AFL Championship Game (31 a 7)                            |
| 1967      | Houston Oilers       | 9–4–1    | Oakland Raiders      | Perdeu no AFL Championship Game (40 a 7)                            |
| 1968      | New York Jets        | 11–3–0   | Oakland Raiders      | Venceu o Super Bowl III (27 a 23)                                   |
| 1969      | New York Jets        | 10–4–0   | Kansas City Chiefs   | Perdeu no AFL Divisional Playoffs (13 a 6)                          |
| 1970      | Baltimore Colts      | 11-2-1   | Dallas Cowboys       | Venceu o Super Bowl V (16 a 13)                                     |
| 1971      | Miami Dolphins       | 10-3-1   | Dallas Cowboys       | Perdeu no Super Bowl VI (24 a 3)                                    |
| 1972      | Miami Dolphins       | 14-0-0   | Washington Redskins  | Venceu o Super Bowl VII (14 a 7)                                    |
| 1973      | Miami Dolphins       | 12-2-0   | Minnesota Vikings    | Venceu o Super Bowl VIII (24 a 7)                                   |
| 1974      | Miami Dolphins       | 11-3-0   | Oakland Raiders      | Perdeu no AFC Divisional Playoffs (28 a 26)                         |
| 1975      | Baltimore Colts      | 10-4-0   | Pittsburgh Steelers  | Perdeu no AFC Divisional Playoffs (28 a 10)                         |
| 1976      | Baltimore Colts      | 11-3-0   | Baltimore Colts      | Perdeu no AFC Divisional Playoffs (40 a 14)                         |
| 1977      | Baltimore Colts      | 10-4-0   | Oakland Raiders      | Perdeu no AFC Divisional Playoffs (37 a 31, após duas prorrogações) |
| 1978      | New England Patriots | 11-5-0   | Houston Oilers       | Perdeu no AFC Divisional Playoffs (31 a 14)                         |
| 1979      | Miami Dolphins       | 10-6-0   | Pittsburgh Steelers  | Perdeu no AFC Divisional Playoffs (34 a 14)                         |
| 1980      | Buffalo Bills        | 11-5-0   | San Diego Chargers   | Perdeu no AFC Divisional Playoffs (20 a 14)                         |
| 1981      | Miami Dolphins       | 11-4-1   | San Diego Chargers   | Perdeu no AFC Divisional Playoffs (41 a 38, na prorrogação)         |
| 1982      | Miami Dolphins       | 7-2-0    | Washington Redskins  | Perdeu no Super Bowl XVII (27 a 17)                                 |
| 1983      | Miami Dolphins       | 12-4-0   | Seattle Seahawks     | Perdeu no AFC Divisional Playoffs (27 a 20)                         |
| 1984      | Miami Dolphins       | 14-2-0   | San Francisco 49ers  | Perdeu no Super Bowl XIX (38 a 16)                                  |
| 1985      | Miami Dolphins       | 12-4-0   | New England Patriots | Perdeu no AFC Championship Game (31 a 14)                           |
| 1986      | New England Patriots | 11-5-0   | Denver Broncos       | Perdeu no AFC Divisional Playoffs (22 a 17)                         |
| 1987      | Indianapolis Colts   | 9-6-0    | Cleveland Browns     | Perdeu no AFC Divisional Playoffs (38 a 21)                         |
| 1988      | Buffalo Bills        | 12-4-0   | Cincinnati Bengals   | Perdeu no AFC Championship Game (21 a 10)                           |
| 1989      | Buffalo Bills        | 9-7-0    | Cleveland Browns     | Perdeu no AFC Divisional Playoffs (34 a 30                          |
| 1990      | Buffalo Bills        | 13-3-0   | New York Giants      | Perdeu no Super Bowl XXV (20 a 19)                                  |
| 1991      | Buffalo Bills        | 13-3-0   | Washington Redskins  | Perdeu no Super Bowl XXVI (37 a 24)                                 |
| 1992      | Miami Dolphins       | 11-5-0   | Buffalo Bills        | Perdeu no AFC Championship Game (29 a 10)                           |
| 1993      | Buffalo Bills        | 12-4-0   | Dallas Cowboys       | Perdeu no Super Bowl XXVIII (30 a 13)                               |
| 1994      | Miami Dolphins       | 10-6-0   | San Diego Chargers   | Perdeu no AFC Divisional Playoffs (22 a 21)                         |
| 1995      | Buffalo Bills        | 10-6-0   | Pittsburgh Steelers  | Perdeu no AFC Divisional Playoffs (40 a 21)                         |
| 1996      | New England Patriots | 11-5-0   | Green Bay Packers    | Perdeu no Super Bowl XXXI (35 a 21)                                 |
| 1997      | New England Patriots | 10-6-0   | Pittsburgh Steelers  | Perdeu no AFC Divisional Playoffs (7 a 6)                           |
| 1998      | New York Jets        | 12-4-0   | Denver Broncos       | Perdeu no AFC Championship Game (23 a 10)                           |
| 1999      | Indianapolis Colts   | 13-3-0   | Tennessee Titans     | Perdeu no AFC Divisional Playoffs (19 a 16)                         |
| 2000      | Miami Dolphins       | 11-5-0   | Oakland Raiders      | Perdeu no AFC Divisional Playoffs (27 a 0)                          |
| 2001      | New England Patriots | 11-5-0   | St. Louis Rams       | Venceu o Super Bowl XXXVI (20 a 17)                                 |
| 2002      | New York Jets        | 9-7-0    | Oakland Raiders      | Perdeu no AFC Divisional Playoffs (30 a 10)                         |
| 2003      | New England Patriots | 14-2-0   | Carolina Panthers    | Venceu o Super Bowl XXXVIII (32 a 29)                               |
| 2004      | New England Patriots | 14-2-0   | Philadelphia Eagles  | Venceu o Super Bowl XXXIX (24 a 21)                                 |
| 2005      | New England Patriots | 10-6-0   | Denver Broncos       | Perdeu no AFC Divisional Playoffs (27 a 13)                         |
| 2006      | New England Patriots | 12-4-0   | Indianapolis Colts   | Perdeu no AFC Championship Game (38 a 34)                           |
| 2007      | New England Patriots | 16-0-0   | New York Giants      | Perdeu no Super Bowl XLII (17 a 14)                                 |
| 2008      | Miami Dolphins       | 11-5-0   | Baltimore Ravens     | Perdeu no AFC Wild Card Playoffs (27 a 9)                           |
| 2009      | New England Patriots | 10-6-0   | Baltimore Ravens     | Perdeu na AFC Wild Card Playoffs (33 a 14)                          |
| 2010      | New England Patriots | 14–2–0   | New York Jets        | Perdeu no AFC Divisional Playoffs (28 a 21)                         |
| 2011      | New England Patriots | 13–3–0   | New York Giants      | Perdeu no Super Bowl XLVI (21 a 17)                                 |
| 2012      | New England Patriots | 12-4-0   | Baltimore Ravens     | Perdeu no AFC Championship Game (28 a 13)                           |
| 2013      | New England Patriots | 12-4-0   | Denver Broncos       | Perdeu no AFC Championship Game (26 a 16)                           |
| 2014      | New England Patriots | 12-4-0   | Seattle Seahawks     | Venceu o Super Bowl XLIX (28 a 24)                                  |
| 2015      | New England Patriots | 12-4-0   | Denver Broncos       | Perdeu no AFC Championship Game (20 a 18)                           |
| 2016      | New England Patriots | 14-2-0   | Atlanta Falcons      | Venceu o Super Bowl LI (34 a 28)                                    |
| 2017      | New England Patriots | 13-3-0   | Philadelphia Eagles  | Perdeu no Super Bowl LI (41 a 33)                                   |
| 2018      | New England Patriots | 11-5-0   | Los Angeles Rams     | Venceu o Super Bowl LIII (13 a 3)                                   |
| 2019      | New England Patriots | 12-4-0   | Tennessee Titans     | Perdeu no Wild Card Playoffs (20 a 13)                              |
| 2020      | Buffalo Bills        | 13-3-0   | Kansas City Chiefs   | Perdeu no AFC Championship Game (38 a 24)                           |
| 2021      | Buffalo Bills        | 11-6-0   | Kansas City Chiefs   | Perdeu no AFC Divisional Playoffs (42-36)                           |
| 2022      | Buffalo Bills        | 13-3-0   | Cincinnati Bengals   | Perdeu o AFC Divisional Playoffs (27-10)                            |
| 2023      | Buffalo Bills        | 11-6-0   | Kansas City Chiefs   | Perdeu o AFC Divisional Playoffs (27-24)                            |
| 2024      | Buffalo Bills        | 13-4-0   | Kansas City Chiefs   | Perdeu o AFC Championship Game (32-29)                              |

## Classificados para oWild Card
| Temporada | Time                                              | Campanha      | Último adversário                                  | Resultado final na pós-temporada                                                                                                 |
| --------- | ------------------------------------------------- | ------------- | -------------------------------------------------- | --- |
| 1969      | Houston Oilers                                    | 6–6–2         | Oakland Raiders                                    | Perdeu no AFL Divisional Playoff (56 a 7)                                                                                        |
| 1970      | Miami Dolphins                                    | 10–4–0        | Oakland Raiders                                    | Perdeu no AFC Divisional Playoffs (21 a 14)                                                                                      |
| 1971      | Baltimore Colts                                   | 10–4–0        | Miami Dolphins                                     | Perdeu no AFC Championship Game (21 a 0)                                                                                         |
| 1974      | Buffalo Bills                                     | 9–5–0         | Pittsburgh Steelers                                | Perdeu no AFC Divisional Playoffs (32 a 14)                                                                                      |
| 1976      | New England Patriots                              | 11–3–0        | Oakland Raiders                                    | Perdeu no AFC Divisional Playoffs (24 a 21)                                                                                      |
| 1978      | Miami Dolphins                                    | 11–5–0        | Houston Oilers                                     | Perdeu no AFC Wild Card Playoffs (17 a 9)                                                                                        |
| 1981      | New York Jets Buffalo Bills                       | 10–5–1 10–6–0 | Buffalo Bills Cincinnati Bengals                   | Perdeu no AFC Wild Card Playoffs (31 a 27) Perdeu no AFC Divisional Playoffs (28 a 21)                                           |
| 19821     | New York Jets New England Patriots                | 6–3–0 5–4–0   | Miami Dolphins                                     | Perdeu no AFC Championship Game (14 a 0) Perdeu no AFC First Round (28 a 13)                                                     |
| 1985      | New York Jets New England Patriots                | 11–5–0        | New England Patriots Chicago Bears                 | Perdeu no AFC Wild Card Playoffs (26 a 14) Perdeu no Super Bowl XX (46 a 10)                                                     |
| 1986      | New York Jets                                     | 10–6–0        | Cleveland Browns                                   | Perdeu no AFC Divisional Playoffs (23 a 20, após duas prorrogações)                                                              |
| 1990      | Miami Dolphins                                    | 12–4–0        | Buffalo Bills                                      | Perdeu no AFC Divisional Playoffs (44 a 34)                                                                                      |
| 1991      | New York Jets                                     | 8–8–0         | Houston Oilers                                     | Perdeu no AFC Wild Card Playoffs (17 a 10)                                                                                       |
| 1992      | Buffalo Bills                                     | 11–5–0        | Dallas Cowboys                                     | Perdeu no Super Bowl XXVII (52 a 17)                                                                                             |
| 1994      | New England Patriots                              | 10–6–0        | Cleveland Browns                                   | Perdeu no AFC Wild Card Playoffs (20 a 13)                                                                                       |
| 1995      | Indianapolis Colts Miami Dolphins                 | 9–7–0         | Pittsburgh Steelers Buffalo Bills                  | Perdeu no AFC Championship Game (20 a 16) Perdeu no AFC Wild Card Playoffs (37 a 22)                                             |
| 1996      | Buffalo Bills Indianapolis Colts                  | 10–6–0 9–7–0  | Jacksonville Jaguars Pittsburgh Steelers           | Perdeu no AFC Wild Card Playoffs (30 a 27) Perdeu no AFC Wild Card Playoffs (42 a 14)                                            |
| 1997      | Miami Dolphins                                    | 9–7–0         | New England Patriots                               | Perdeu no AFC Wild Card Playoffs (17 a 3)                                                                                        |
| 1998      | Miami Dolphins Buffalo Bills New England Patriots | 10–6–0 9–7–0  | Denver Broncos Miami Dolphins Jacksonville Jaguars | Perdeu no AFC Divisional Playoffs (38 a 3) Perdeu no AFC Wild Card Playoffs (24 a 17) Perdeu no AFC Wild Card Playoffs (25 a 10) |
| 1999      | Buffalo Bills Miami Dolphins                      | 11–5–0 9–7–0  | Tennessee Titans Jacksonville Jaguars              | Perdeu no AFC Wild Card Playoffs (22 a 16) Perdeu no AFC Divisional Playoffs (62 a 7)                                            |
| 2000      | Indianapolis Colts                                | 10–6–0        | Miami Dolphins                                     | Perdeu no AFC Wild Card Playoffs (23 a 17, na prorrogação)                                                                       |
| 2001      | Miami Dolphins New York Jets                      | 11–5–0 10–6–0 | Baltimore Ravens Oakland Raiders                   | Perdeu no AFC Wild Card Playoffs (20 a 3) Perdeu no AFC Wild Card Playoffs (38 a 24)                                             |
| 2004      | New York Jets                                     | 10–6–0        | Pittsburgh Steelers                                | Perdeu no AFC Divisional Playoffs (20 a 17, na prorrogação)                                                                      |
| 2006      | New York Jets                                     | 10–6–0        | New England Patriots                               | Perdeu no AFC Wild Card Playoffs (37 a 16)                                                                                       |
| 2009      | New York Jets                                     | 9–7–0         | Indianapolis Colts                                 | Perdeu no AFC Championship Game (30 a 17)                                                                                        |
| 2010      | New York Jets                                     | 11–5–0        | Pittsburgh Steelers                                | Perdeu no AFC Championship Game (24 a 19)                                                                                        |
| 2016      | Miami Dolphins                                    | 10–6–0        | Pittsburgh Steelers                                | Perdeu no AFC Wild Card Playoffs (30 a 12)                                                                                       |
| 2017      | Buffalo Bills                                     | 9–7–0         | Jacksonville Jaguars                               | Perdeu no AFC Wild Card Playoffs (10 a 3)                                                                                        |
| 2019      | Buffalo Bills                                     | 10–6–0        | Houston Texans                                     | Perdeu no AFC Wild Card Playoffs (22 a 19, na prorrogação)                                                                       |
| 2021      | New England Patriots                              | 10-7-0        | Buffalo Bills                                      | Perdeu no AFC Wild Card Playoffs (47 a 17)                                                                                       |
| 2022      | Miami Dolphins                                    | 9-8-0         | Buffalo Bills                                      | Perdeu no AFC Wild Card Playoffs (34-31)                                                                                         |

1 A greve de jogadores em 1982, que durou 57 dias, reduziu a temporada regular para apenas 9 jogos. Com isso, a liga fez uso de um torneio de oitavas-de-final especialmente para esse ano. Para efeito de classificação as divisões foram ignoradas, com os Dolphins tendo a melhor campanha entre as equipes da divisão.

## Participações na pós-temporada
Números referentes ao período de 1960 a 2016*
1Os números de Colts e Oilers são referentes apenas ao período em que os mesmos estiveram na AFC East.
| Equipe               | Títulos de divisão | Aparições na pós-temporada | Títulos da AFL | Títulos de Conferência | Conquistas de Super Bowl |
| -------------------- | ------------------ | -------------------------- | -------------- | ---------------------- | ------------------------ |
| New England Patriots | 22                 | 28                         | 0              | 11                     | 6                        |
| Buffalo Bills        | 15                 | 24                         | 2              | 4                      | 0                        |
| Miami Dolphins       | 14                 | 24                         | 0              | 5                      | 2                        |
| New York Jets        | 4                  | 14                         | 1              | 0                      | 1                        |
| Indianapolis Colts1  | 6                  | 10                         | 0              | 1                      | 1                        |
| Houston Oilers1      | 4                  | 5                          | 2              | 0                      | 0                        |